# 鮑勃·哈里斯
鮑勃·哈里斯（英語：Bob Harris；1987年8月28日—）是一位蘇格蘭足球運動員。在場上的位置是左後衛。他現在效力於英格蘭足球甲級聯賽球隊谢菲尔德联足球俱乐部。

## 外部連結
- 足球数据库：鮑勃·哈里斯的球员统计数据
- Robert Harris profile at Sheffield United F.C.
- Robert Harris profile at Blackpool F.C.